# Nouveaux territoires de l'art
Le terme Nouveaux territoires de l'art (abrégé quelquefois en nTA) est une désignation introduite dans le rapport Lextrait publié en 2001 sous la tutelle du ministère français de la culture. Il correspond à une tentative d'identification et d'exploration de nouveaux types de lieux de création artistique, marquant les évolutions de cette création à la fin du XXe siècle.

## Historique
Le terme est introduit en mai 2001 dans un rapport de Fabrice Lextrait (ancien administrateur de la Friche de la Belle de Mai, à Marseille) demandé et destiné à Michel Duffour, secrétaire d'Etat au patrimoine et à la décentralisation culturelle dans le gouvernement Lionel Jospin,. Le rapport est intitulé : Une nouvelle époque de l'action culturelle (et est publié à La Documentation française). Fabrice Lextrait explique, sur les motivations de cette réflexion que : « fondées sur la relation entre le public et les œuvres, les politiques culturelles n'ont que très rarement su, pu et voulu soutenir des projets qui proposaient d'autres formes d'actions que celles des schémas institutionnels. L'État et les collectivités locales se sont ainsi trouvés dépassés par des initiatives qui ont imprégné, en moins de dix ans, leurs marques dans le paysage culturel contemporain ».
Cette analyse tente de répertorier et de démêler, pour le compte du ministère de la culture l'écheveau des lieux de création alternatifs ou intermédiaires. Ce label est aussi, pour Michel Duffour, un moyen de « nommer des lieux que nous estimions singuliers au regard des institutions existantes ». Le rapport cherche aussi à mieux comprendre les conditions de leurs émergences.
En 2002, après la diffusion de ce rapport, un colloque de 3 jours réunit à Marseille 950 artistes et représentants d'institutions sur le thème de ces nTA. L'Institut des villes tente de poursuivre un travail d'exploration, et d'aide aux lieux et aux artistes, avec peu de moyens. Un nouvel ouvrage sur le sujet est publié en 2005 :  Nouveaux territoires de l'art, éditions Sujet-Objet,.
Quinze ans plus tard, selon Anne Gonon, ce type de lieux existe toujours mais avec les mêmes manques de moyens et de reconnaissance. De nouveaux types de lieux apparaissent, espaces de cotravail, fab labs, makerspaces, etc., autour des liens entre les nouvelles technologies et l'art, déjà mis en avant par Fabrice Lextrait.

## Spécificités de ces nouveaux territoires
Lorsque des artistes ne trouvent pas, dans les locaux dont ils peuvent disposer ou dans les lieux institués, la possibilité de pratiquer leurs créations, ils cherchent d'autres lieux et d'autres formes de relations avec les institutions, avec le public  et avec les collectivités, recourant à des friches, des fabriques abandonnées, des squats, etc,. Pour Fabrice Lextrait, l'ampleur du phénomène est lié à la crise économique qui fait apparaître des surfaces se retrouvant du jour au lendemain sans affectation et sans devenir, par la désindustrialisation, et qui, concomittamment, limite les moyens disponibles pour la création artistique. Le foisonnement d'expériences marque la fin d'une époque sur  la place de l'art dans les sociétés développés. C'est un dépassement de la conception héritée du XIXe siècle qui posait déjà l'art comme un domaine d'activité autonome des mécènes,  qui avançait le principe et la volonté d'une autonomie économique des artistes, et qui donnait alors comme espaces d'exposition, pour leurs créations, en plus des édifices publics et religieux traditionnels, et des palais de quelques mécènes, les musées, les galeries, les habitations bourgeoises,.